# Els Xulius - Centre Social Ribetà
Els Xulius - Centre Social Ribetà és una entitat de Sant Pere de Ribes nascuda de l'esplai Els Xulius (1974) i que va adoptar personalitat jurídica pròpia l'any 1980. Té la seu social al carrer Major, 13. Té com a objectius dinamitzar i pluralitzar la vida associativa a Sant Pere de Ribes, intervenir activament en la difusió de la cultura popular i tradicional, crear espais d'intercanvi d'experiències i arrelar la idea de l'oci com a temps d'alliberament constructiu. És una entitat que als seus estatuts es qualifica com a cristiana i catalanista.

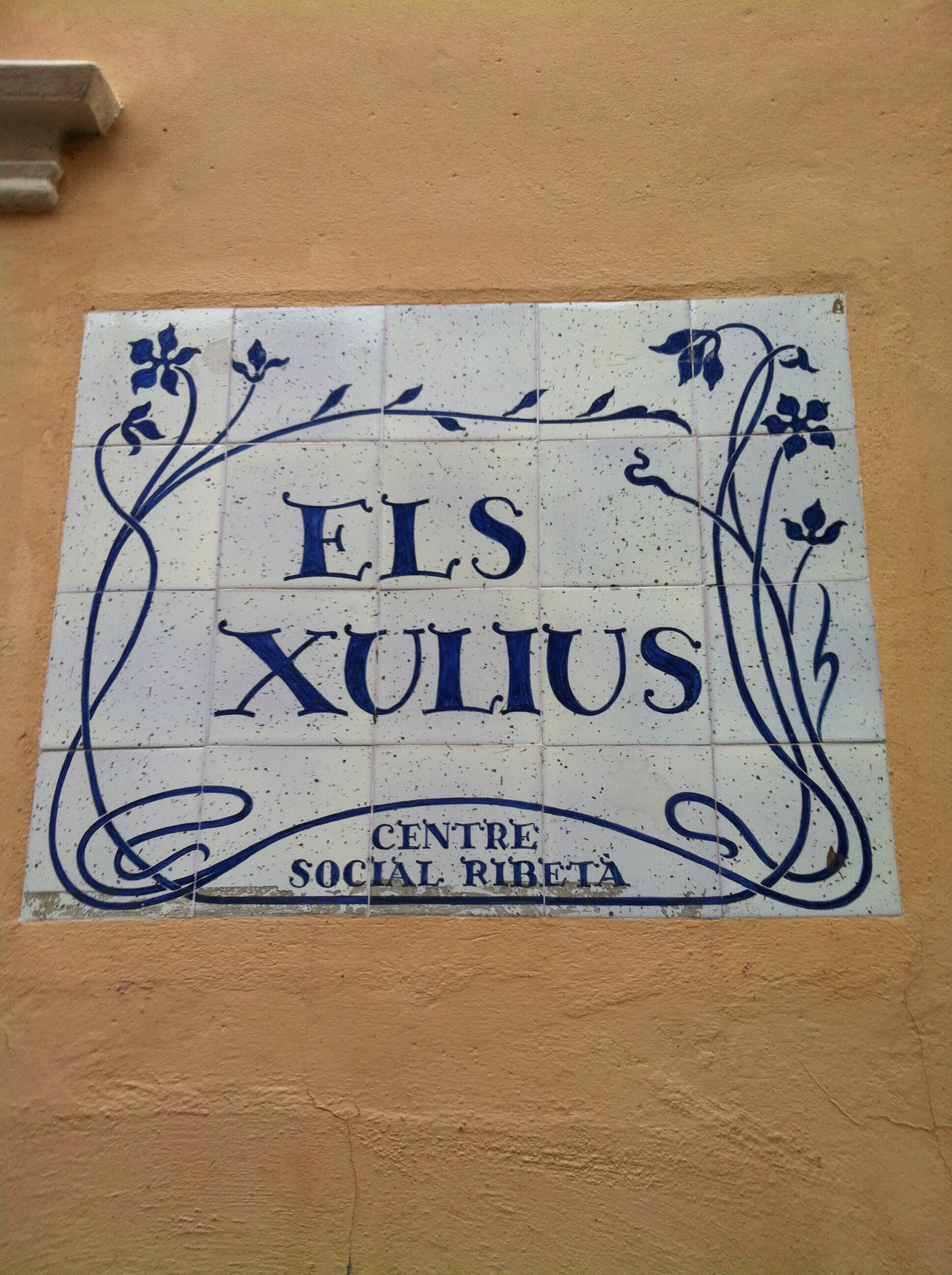
Els Xulius, placa de l'entrada

Els Xulius té un centre d'esplai que organitza esplai de caps de setmana, casals d'estiu, colònies i actes festius infantils i juvenils. També té seccions d'excursionisme i aventura, pessebrisme, grup de teatre, cursos d'arts plàstiques i florals, una col·lecció de llibres de cultura popular i tradicional (Les Creus) i una revista (El Butlletí). També té una parella de gegants, els Nisos.
Les principals activitats festives de l'entitat són la festa de Sant Miquel (setembre, al castell), les trobades de convivència (març i octubre), les activitats de nadal (pessebrisme i pessebre vivent, que el 2013 va fer 25 anys), les de festa major (gener i juny), carnaval, Pasqua (caramelles), Sant Jordi i el cicle Música al Castell al juliol, que tanca l'activitat anual. També hi ha activitats d'esplai durant tot l'any que finalitzen amb el casal i colònies d'estiu.